# Elmar Lipping
Elmar Lipping (* 22. Februarjul. / 7. März 1906greg. in Riga; † 5. Januar 1994 in New York City) war ein estnischer Exilpolitiker.

## Leben
Elmar Lipping wurde in der livländischen Hauptstadt Riga als Sohn eines Offiziers der zaristischen Armee geboren. Der Vater fiel 1914 an der Front des Ersten Weltkriegs. Nach dessen Tod zog die Mutter mit der Familie auf den großväterlichen Hof in das heutige Südestland.
Lipping besuchte die Schule in Valgjärve, um anschließend an das Realgymnasium der Stadt Otepää zu wechseln, das er 1923 abschloss. Von 1923 bis 1926 absolvierte er ein Studium am Lehrerseminar in Tartu (Tartu Õpetajate Seminar). Kurzzeitig war er als Schullehrer tätig.
Lipping entschied sich dann für eine militärische Karriere in den Streitkräften des jungen estnischen Staates. 1928 schloss er die Militärschule ab. Er stieg bis zum Offizier auf. Daneben studierte er an der Universität Tartu.
Während der nationalsozialistischen Besetzung Estlands kämpfte er auf deutscher Seite gegen die Sowjetunion. Er stieg in der 20. Waffen-Grenadier-Division der SS (estnische Nr. 1) im Rang eines Waffen-Hauptsturmführers zum Bataillonskommandeur auf. Lipping wurde mit dem Eisernen Kreuz 1. und 2. Klasse ausgezeichnet.
In der Endphase des Zweiten Weltkriegs wurde Lipping bei Preisdorf im Landkreis Oppeln schwer verwundet. Das Kriegsende erlebte er in Westdeutschland. Durch estnische und deutsche Freunde fand Lipping zunächst eine Anstellung im US-Militär.
Lipping wanderte schließlich in die USA aus. Er war in New York bei der estnischsprachigen Exilorganisation Eesti Vabaduse Hääl (EVH) („Stimme der estnischen Freiheit“) beschäftigt, die später in der Voice of Estonian Freedom aufging.
Lipping war vom 3. Juni 1982 bis zum 20. Juni 1990 Außenminister der estnischen Exilregierung.

## Privatleben
Elmar Lipping heiratete 1941 in Võru Elvia Kestenbeck (1922–2009). Das Paar hatte zwei Söhne. Der ältere Sohn Imre war später im US-Außenministerium beschäftigt.